# Плаве планине (национални парк)
Плаве планине је национални парк у Новом Јужном Велсу. Налази се 81 km западно од Сиднеја и смештен је у области Плавих планина, по којима је и добио име. Парк се простире на 247.000 хектара.
Плаве планине је један од од најпопуларнији паркова у Аустралији.